# 上海市真如中学
上海市真如中学是中華人民共和國上海市普陀區歷史上的一所公办完全中学、公办全日制普通高级中学。

## 歷史
1946年，张嘉璈、钱頌平等人集資在嘉定县真如镇蔡家宅32号創辦真如中學。不久国民政府接办真如中學，仍由钱頌平出任校长。當時学校內有中共地下黨員，而學校當時配合國民政府鎮壓校內的親共師生。1946年至1948年期間，學校开除了45名学生，解聘了一些教員。而中共地下党员則帶領親共师生抗議沈崇事件以及美軍行為，並且還參與五二〇运动，反对學校建立三民主義青年團，要求學校的培训主任下課。上海戰役前，中國國民黨在真如、南翔、桃浦一线修筑碉堡。1949年4月，學校辦學地點因此搬遷至務本女中。中國共產黨接管上海前夕，學校內的親共人士组织了人民保安队。中國共產黨接管上海後，學校搬回原址。中共地下黨員王亚文出任校長。
1949年6月11日，真如中学校长王亚文來到位於延安西路601号的华东警卫团拜訪友人，王亚文到訪後對华东警卫团的駐地感興趣，于是就将駐地改为学校的想法告诉了宋时轮。在宋时轮的协调下，部队营房改为真如中学校园。嘉定真如原址改设真如中学分校。1954年，上海市军管会文管分会将真如中学延安西路校區更名为上海市延安中学。分校校名沿用上海市真如中学舊名。1985年，真如中学随真如镇划入普陀区。1986年9月，真如中学成立了「上海市真如中学社会教育委员会」，這是中華人民共和國第一個社区教育组织。1997年，真如中學搬遷至銅川路。2019年，真如中學併入上海市長征中學。